# 厦门路
厦门路是中華人民共和國上海市黄浦区一條東西走向道路，西起西藏中路，东起南苏州路，全长561米，宽6.4米至12.4米，道路於清朝咸丰十年（1860年）之後修建，同治四年（1865年），道路得名廈門路，路名來自於福建厦门。